# Eugues de Diomedes
La captura de les eugues de Diomedes va ser l'octau dels dotze treballs d'Hèracles. El rei dels bístons Diomedes tenia quatre eugues ferotges que s'alimentaven de carn humana i vomitaven foc. Aquest Diomedes era fill d'Ares i de la nimfa Cirene i vivia a la vora de la mar Negra.
Sembla que s'alimentaven dels morts a les batalles, i quan no hi havia guerres, Diomedes celebrava cada dia una gran festa al seu palau, i acabava matant els convidats per alimentar les eugues. El rei Euristeu va encarregar a Hèracles la captura d'aquestes eugues i portar-les a Micenes. Hèracles, amb una colla de voluntaris, les va anar a buscar, i una vegada eliminats els nois que feien pasturar els animals, se les va endur cap al mar. Però a la platja el van atacar els bístons. Hèracles va deixar els animals amb el seu amic Abderos, fill d'Hermes i nascut a Opunt, a la Lòcrida per lluitar i vèncer els indígenes, però les eugues van devorar Abderos. Hèracles va matar Diomedes i va fundar a la costa una ciutat anomenada Abdera, en memòria del seu amic. Tot seguit va portar les eugues a Euristeu, però aquest les va deixar en llibertat i van acabar devorades pels animals salvatges de les muntanyes de l'Olimp. Una altra tradició diu que Hèracles va matar Diomedes posant-lo davant de les seves eugues perquè se'l mengessin. Després l'heroi va portar els animals a Euristeu que els va consagrar a Hera.
La tradició ha conservat el nom de les eugues: Podarg, Lampó, Xantos i Dinos. Es deia que estaven lligades amb una cadena de ferro a les seves menjadores, que eren de bronze.